# Melrose Place
Melrose Place este un serial tv american produs de Darren Star și difuzat în Statele Unite de rețeaua FOX între anii 1992 și 1999.